# Abu Obeida ibn Oqba al-Fihri
 (août 2016).
Si vous disposez d'ouvrages ou d'articles de référence ou si vous connaissez des sites web de qualité traitant du thème abordé ici, merci de compléter l'article en donnant les références utiles à sa vérifiabilité et en les liant à la section « Notes et références ».
Abu Obeida ibn Oqba al-Fihri est un aristocrate arabe qurayshite de la famille des Fihrides ou Oqbides.

## Biographie
Abu Obeida était le fils de Oqba Ibn Nafi Al Fihri, général arabe quraychite, fondateur de la ville tunisienne de Kairouan et Wali d'Ifriqyia, envoyé en 670 à la tête des armées musulmanes par Muʿawiya Ier, calife omeyyade de Damas, dans le but de conquérir et propager l'islam en Afrique du Nord.
Il participe à la conquête de l'Andalousie en 711.
Il a eu une illustre descendance : 
- Un de ses fils est Habib ibn Abi Obeida al-Fihri[1], général, conquérant du Souss, qui participa en 740 à une expédition maritime vers la Sicile pour ce qui fut probablement la première tentative d'invasion à grande échelle de l'île (plutôt qu'un simple raid). À la suite d'un débarquement réussi et d'une rapide reddition de Syracuse après un bref siège, la ville accepte de payer un tribut. Mais l'éclatement de la Grande révolte berbère au Maghreb force son armée à un retour précipité pour se joindre aux forces envoyées réprimer le soulèvement.  Les Arabes sont vaincus par les Berbères et Habib ibn Abi Obeida est tué à la bataille de Bagdoura (près du Sebou) en 741.
- Son petit-fils Abd al-Rahman ibn Habib al-Fihri (fils du précédent) gouverna l'Ifriqiya indépendamment des califats omeyyades puis abbassides de 745 à 755.
- Un autre de ses petits-fils Yusuf ibn 'Abd al-Rahman al-Fihri, gouvernera al-Andalus dans la même indépendance de 747 à 755.